# Трудовое (Сакский район)
Трудово́е (до 1948 года Байгельды́; укр. Трудове, крымскотат. Bay Geldi, Бай Гельди) — село в Сакском районе Крыма Республики Крым, входит в состав Крайненского сельского поселения (согласно административно-территориальному делению Украины — Крайненского сельского совета Автономной Республики Крым).

## Современное состояние
На 2016 год в Трудовом числится 12 улиц и 1 переулок; на 2009 год, по данным сельсовета, село занимало площадь 173,1 гектара, на которой в 531 дворе числилось 1365 жителей. В селе действуют средняя школа, детский сад «Светлячок», сельский клуб, библиотека, фельдшерско-акушерский пункт, церковь Сергия Радонежского. Трудовое связано автобусным сообщением с Саками.

## География
Трудовое — село на северо-востоке района, в степном Крыму, в балке, впадающей с востока а озеро Сасык, высота над уровнем моря — 25 м. Соседние сёла: примыкающее с юга Вершинное и Митяево в 3 км на запад. Расстояние до райцентра — около 22 километров (по шоссе), ближайшая железнодорожная станция — Яркая (на линии Остряково — Евпатория) в 11 км. Транспортное сообщение осуществляется по региональной автодороге 35Н-488 от Сак до шоссе 35К-001 Красноперекопск — Симферополь (по украинской классификации С-0-11241).

## История
Первое документальное упоминание села встречается в Камеральном Описании Крыма… 1784 года, судя по которому, в последний период Крымского ханства Баи Гелды входил в Каракуртский кадылык Бахчисарайского каймаканства. После присоединения Крыма к России (8) 19 апреля 1783 года, (8) 19 февраля 1784 года, именным указом Екатерины II сенату, на территории бывшего Крымского Ханства была образована Таврическая область и деревня была приписана к Евпаторийскому уезду. После Павловских реформ, с 1796 по 1802 год, входила в Акмечетский уезд Новороссийской губернии. По новому административному делению, после создания 8 (20) октября 1802 года Таврической губернии, Байгельды был включён в состав Тулатской волости Евпаторийского уезда.
По Ведомости о волостях и селениях, в Евпаторийском уезде с показанием числа дворов и душ… от 19 апреля 1806 года в деревне, записанной как Галач числилось 9 дворов, 40 крымских татар и 12 ясыров. На военно-топографической карте генерал-майора Мухина 1817 года деревня Байгельды обозначена с 7 дворами. После реформы волостного деления 1829 года Байгельды, согласно «Ведомости о казённых волостях Таврической губернии 1829 года», отнесли к Темешской волости (переименованной из Тулатской). На карте 1836 года в деревне 10 дворов, а на карте 1842 года деревня обозначена условным знаком «малая деревня», то есть, менее 5 дворов.
В 1860-х годах, после земской реформы Александра II, деревню приписали к Сакской волости. Согласно «Памятной книжке Таврической губернии за 1867 год», деревня Байгельды была покинута жителями в 1860—1864 годах, в результате эмиграции крымских татар, особенно массовой после Крымской войны 1853—1856 годов, в Турцию и вновь заселена татарами. В «Списке населённых мест Таврической губернии по сведениям 1864 года», составленном по результатам VIII ревизии 1864 года, Байгельды — владельческая татарская деревня, с 8 дворами, 51 жителем и мечетью при колодцах. По обследованиям профессора А. Н. Козловского 1867 года, вода в колодцах деревни была пресная, но их глубина достигала 16—25 саженей (30—50 м),. На трёхверстовой карте Шуберта 1865—1876 года в деревне Байгельды обозначено 10 дворов. В «Памятной книге Таврической губернии 1889 года», по результатам Х ревизии 1887 года записан Байгельды с 7 дворами и 36 жителями. На верстовой карте 1890 года в деревне обозначено 16 дворов с татарским населением. Согласно «…Памятной книжке Таврической губернии на 1892 год», в деревне Байгельды, входившей в Юхары-Джаминское сельское общество, было 29 жителей в 5 домохозяйствах.
Земская реформа 1890-х годов в Евпаторийском уезде прошла после 1892 года, в результате Байгельды приписали к Камбарской волости. По «…Памятной книжке Таврической губернии на 1900 год» в деревне числилось 83 жителя в 18 дворах. По Статистическому справочнику Таврической губернии. Ч.II-я. Статистический очерк, выпуск пятый Евпаторийский уезд, 1915 год, в деревне Бай-Гельды Камбарской волости Евпаторийского уезда числилось 17 дворов (2 двора с землёй, 15 — безземельные) с татарским населением в количестве 38 человек приписных жителей и 44 — «посторонних», из которых 45 мужчин и 37 женщин. Жители владели 200 десятинами земли. В хозяйствах имелось 55 лошадей, 20 волов, 18 коров и 600 голов мелкого скота.
После установления в Крыму Советской власти, по постановлению Крымревкома от 8 января 1921 года была упразднена волостная система и село включили в состав вновь созданного Сарабузского района Симферопольского уезда, а в 1922 году уезды получили название округов. 11 октября 1923 года, согласно постановлению ВЦИК, в административное деление Крымской АССР были внесены изменения, в результате которых был ликвидирован Сарабузский район и образован Симферопольский и село включили в его состав. Согласно Списку населённых пунктов Крымской АССР по Всесоюзной переписи 17 декабря 1926 года, в селе Байгельды, в составе упразднённого к 1940 году Джума-Абламского сельсовета Симферопольского района, числился 21 двор, из них 20 крестьянских, население составляло 114 человек, все татары, действовала татарская школа. Постановлением президиума КрымЦИК от 26 января 1935 года «Об образовании новой административной территориальной сети Крымской АССР» был создан Сакский район и село включили в его состав. По данным всесоюзной переписи населения 1939 года в селе проживало 110 человек.
В 1944 году, после освобождения Крыма от фашистов, согласно Постановлению ГКО № 5859 от 11 мая 1944 года, 18 мая крымские татары были депортированы в Среднюю Азию. 12 августа 1944 года было принято постановление № ГОКО-6372с «О переселении колхозников в районы Крыма», по которому в район из Курской и Тамбовской областей РСФСР в район переселялись 8100 колхозников, а в начале 1950-х годов последовала вторая волна переселенцев из различных областей Украины. С 25 июня 1946 года Байгельды в составе Крымской области РСФСР. Указом Президиума Верховного Совета РСФСР от 18 мая 1948 года, Байгельды переименовали в Трудовое. 26 апреля 1954 года Крымская область была передана из состава РСФСР в состав УССР. Время включения в состав Крайненского сельсовета пока не установлено: на 15 июня 1960 года село уже числилось в его составе. Указом Президиума Верховного Совета УССР «Об укрупнении сельских районов Крымской области», от 30 декабря 1962 года село присоединили к Евпаторийскому району. 1 января 1965 года, указом Президиума ВС УССР «О внесении изменений в административное районирование УССР — по Крымской области», Евпаторийский район был упразднён и село включили в состав Сакского (по другим данным — 11 февраля 1963 года). По данным переписи 1989 года в селе проживало 1429 человек. С 12 февраля 1991 года село в восстановленной Крымской АССР, 26 февраля 1992 года переименованной в Автономную Республику Крым. С 21 марта 2014 года в составе Крыма аннексировано Россией.

## Население
| 2001 | 2014  |
| ---- | ----- |
| 1450 | ↘1423 |

Всеукраинская перепись 2001 года показала следующее распределение по носителям языка
| Язык             | Процент |
| ---------------- | ------- |
| русский          | 48.83   |
| крымскотатарский | 28.9    |
| украинский       | 20.76   |
| другие           | 0.35    |

### Динамика численности
| - 1806 год — 40 чел. - 1864 год — 51 чел. - 1889 год — 36 чел. - 1892 год — 29 чел. - 1900 год — 83 чел. - 1915 год — 38/44 чел. | - 1926 год — 114 чел. - 1939 год — 110 чел. - 1989 год — 1429 чел. - 2001 год — 1450 чел. - 2009 год — 1365 чел. - 2014 год — 1423 чел. |